# José Edgardo Gómez
José Edgardo Gómez (Santiago del Estero, 25 de octubre de 1962) es un sindicalista y político peronista argentino, actual diputado nacional por la provincia de Santiago del Estero.
Se desempeña como secretario general de la filial Santiago del Estero de Luz y Fuerza. Fue reelegido en diversos períodos.
También fue secretario general de la regional Santiago del Estero de la CGT (Confederación General del Trabajo).
Se postuló para diputado nacional en las elecciones legislativas de 2023, ocupando el tercer lugar en la lista del Frente Cívico por Santiago. Obtuvo la banca con el 80,9 % de los votos.
Juró el cargo el 4 de diciembre de ese año, con mandato hasta diciembre de 2027.
El jueves 4 de abril de 2024 falleció su hija, María Celeste Gómez, quien se encontraba en Buenos Aires debido a una enfermedad.